# Уманський полк
Уманський полк — адміністративно-територіальна і військова одиниця Війська Запорозького. Створений 1648 року. Полковий центр — місто Умань.

## Історія

### Формування полку
Створений влітку 1648-го p. на території східної частини Брацлавського воєводства. Першим полковником був Іван Ганжа. У 1649 році до складу Уманського полку входило 14 сотень. Після Білоцерківського миру 6 сотень було втрачено — Бершадську, Кислянську, Івангородську, Кочубеївську, Романівську і Ковалівську.
Навесні 1648 року на Уманщині розгортається широка боротьба проти польсько-шляхетського режиму і Уманський козацький полк став складовою частиною Української козацької держави, а уманське козацтво вписало свою сторінку в історію українського визвольного руху. Серед козаків Уманського полку були представники більш як десяти народностей. Це спричинилось наявністю серед населення Уманщини значного відсотка іноетнічного елементу, а також тим, що порубіжні землі цього краю заселялись нащадками жителів татарських улусів. Саме в південних порубіжних сотнях полку — Бершадській, Івангородській, Уманській, Бабанській — серед рядового козацтва помітна значна кількість родин татарського походження: Баглаї, Килимеї, Самбаї і т. д.
Основою творення полку були як запорожці Уманського курення, так і місцеві шляхтичі, зв'язані з Запорозькою Січчю.

### Часи Хмельниччини
Вся Уманщина, будучи пограничною територією, часто ставала ареною жорстоких зіткнень польсько-українсько-турецько-татарських інтересів. А Уманський козацький полк, як крайній на південно-західному порубіжжі, найчастіше першим стримував натиск польсько-татарських військ.
Серед найбільш значимих військових операцій, Уманський полк брав участь у вересневій (1648 р.) битві під Пилявцями, Збаразькій (червень) та Зборівській (серпень) битвах 1649 року, у розгромі польських військ під Батогом (травень 1652 р.), у битві з польсько-татарськими військами під Охматовим (січень) та Озірною (листопад) 1655 року. Тобто, Уманський козацький полк був боєздатною частиною армії Богдана Хмельницького. Уманське козацтво брало участь у реалізації гетьманом політики забезпечення найкращих зовнішньополітичних умов для боротьби з Польщею. Продовжуючи політику досягнення найширшої воєнно-політичної ізоляції Речі Посполитої, Б.Хмельницький намагався зав'язати стосунки з придунайськими країнами і організував три походи в Молдавію. В усіх трьох походах (1650, 1652 і 1653 років) брав участь Уманський козацький полк. До того ж, результати другого молдавського походу настільки піднесли авторитет уманського полковника Йосипа Глуха, що молдавський господар спробував заручитися його підтримкою за інших складних для себе обставин.
Уманський козацький полк був боєздатною частиною української армії і під керівництвом Й.Глуха, уманське козацтво брало участь у військових діях 1648—1653 р.р. Полкова старшина уманського козацтва не раз виконувала відповідальні завдання Б.Хмельницького, що слугувало захисту південних рубежів Української козацької держави та стримуванню натиску польсько-шляхетського війська.
Українсько-московська угода 1654 року і прийняття присяги на вірність царю були неоднозначно зустрінуті в козацькій Україні. Уманський полковник Й.Глух відмовився присягнути московському царю, про що писала навіть одна з гамбурзьких газет, і полк був серед опозиційного до Москви козацтва

### Руїна
Військова історія Уманського козацького полку переплетена низкою політичних комбінацій, переворотів, відступів і компромісів. За існуючих історичних реалій, Уманський козацький полк змінював політичну орієнтацію, а його козацька старшина була втягнута у вир політичних перипетій тієї доби.
Так, за полковництва М.Ханенка, Уманський полк був опозиційно настроєний до Москви і не підтримував договірних статей Ю.Хмельницького. А на початку 1664 року, завдячуючи появі на Уманщині запорожців з І.Сірком, Уманський полк вже визнав владу російського царя і в Умані була поставлена московська залога.
Уряд Речі Посполитої, підтримуючи козацьку старшину польської орієнтації, розколов правобережне козацтво і домігся обрання гетьманом Правобережної України М.Ханенка. У протистоянні гетьманів М.Ханенка — П.Дорошенка, уманське козацтво спочатку підтримувало першого. 3 липня 1672 по квітень 1674 року полк підтримував М.Ханенка, а в березні 1674 р. полк присягнув Росії. Уманські полковники доби Руїни (М.Ханенко, С.Оргіяненко, І.Лизогуб, М.Булига, І.Сербин, І.Гродзенко, С.Яворський, Г.Білогруд) були як пропольської, так і промосковської орієнтації, але під їх керівництвом козацтво вело самовіддану боротьбу за національне визволення.
З Відомості про долю уманського козацтва після трагічного розорення Уманщини в 1674 році розпорошені. Переселення мешканців Уманщини після її розорення було примусовим і не все козацтво переселилось на територію Лівобережжя та Слобожанщини. Польський уряд сприяв поновній колонізації Уманщини виходячи зі своїх військових планів.

### XVIII сторіччя
Ліквідація Карловецьким миром (1699 р.) турецької загрози для Польщі пришвидшила ліквідацію козацького устрою на Правобережжі. Це стало поштовхом для розгортання національно-визвольного повстання під проводом Семена Палія в 1702 році.
Водночас відбувалося відродження Уманського козацького полку, який у 1704—1711 рр. входив до складу козацької держави, що перебувала під протекторатом московського царя. У вир цього повстання втягнулось і населення Уманщини.
Умань і в цей час була стратегічно важливим містом, козацький гарнізон якого захищав Київщину і Брацлавщину від вторгнення татар і польсько-шляхетських військ. Територія Уманського козацького полку відносилась до т.з. «Паліївщини», а сам С.Палій мав там свої пасіки.
Уманський козацький полк в 1711 р. (під час російсько-турецької війни 1710—1713 рр.) підтримав похід Пилипа Орлика на Правобережжя за звільнення від російських військ. Але остання битва правобережного козацтва за визволення козацької України закінчилась поразкою Орлика.
У 1711–1712 рр. за наказом російської влади більшу частину козаків та цивільних мешканців було силою переселено на Лівобережжя, а Уманський полк ліквідовано разом з іншими правобережними полками.